# Andreas Emil Erichsen
Andreas Emil Erichsen (født 9. januar 1841 i Kristiania, død 3. februar 1913 i Stavanger) var en norsk skolemand og historiker.
Erichsen blev student 1858, vandt 1861 universitetets guldmedalje for sin besvarelse af prisopgaven Om Trældom i Norden (trykt i Nordisk Universitets Tidsskrift VII, hæfte 3 og 4) og tog 1865 filologisk embedseksamen. 1863-1877 var han lærer ved Aars' og Voss' Latinskole i Kristiania, derpå rektor ved Tromsøs offentlige skole til 1892, da han blev rektor i Stavanger. Skønt stærkt optaget af den praktiske skolemands gerning og den dermed sammenhængende virksomhed som forfatter eller udgiver af meget benyttede lærebøger i historie, litteraturhistorie og modersmålsundervisning fandt han dog tid til i årenes løb at fortsætte, til dels under studieophold ved arkiverne og bibliotekerne i Danmark, sit videnskabelige forskningsarbejde. 
Et meget fortjenstfuldt kritisk rydningsarbejde har han udført i sin udgave af Petter Dass' samlede Skrifter (bind 1-3, 1874-1877), hvortil han senere har føjet et bind Dassiana (1891), indeholdende tidligere ukendte viser og rim, hvis tekst er blevet lige så forbedret, som skildringen af forfatterens liv er blevet beriget med nye oplysninger af Erichsen i dennes indledning til udgaven. Et lignende kritisk revisionsarbejde udførte Erichsen over for den i sin tid bekendte lærde, Halvard Gunnarssøn, hvis latinske digt Acrostichis, om Christian IV's hyldning på Akershus 1591, han udgav som skoleprogram 1870. En fortegnelse over Norske Studenter, Baccalaurei og Magistre ved Kjøbenhavns Universitet 1611-35 udgav han som skoleprogram fra Tromsø 1881; en samling af nye bidrag til Hannibalfejdens historie efter Aktstykker i danske arkiver offentliggjorde han i Norsk militær Tidsskrift 1873. Lærde og skarpsindige undersøgelser over flere enkeltheder i Norges og Danmarks historie har han fremlagt i afhandlinger i den norske historiske forenings tidsskrift. Af hans senere produktion kan nævnes de af ham udgivne Samlinger til Stavangers Historie (bind 1-2, 1903-06) og hans Bergens Katedralskoles Historie (1906).